# 후드럼 (영화)
《후드럼》(Hoodlum)은 미국에서 제작된 빌 듀크 감독의 1997년 범죄, 드라마 영화이다. 로렌스 피시번 등이 주연으로 출연하였고 프랭크 맨쿠소 주니어 등이 제작에 참여하였다.

## 출연

### 주연
- 로렌스 피시번
- 팀 로스

### 조연
- 바네사 윌리암스
- 앤디 가르시아
- 치 맥브라이드
- 시실리 타이슨
- 클라렌스 윌리엄스 3세
- 리차드 브래드포드
- 윌리암 아서톤
- 로레타 드바인
- 퀸 라티파
- 마이크 스타
- 보 스타
- 폴 벤자민
- 조 구잘도
- 에드 오로스
- J.W. 스미스
- 에디 보 스미스 주니어
- 존 톨즈 베이
- 데이비드 다로우
- 스티브 픽커링
- 빌 헨더슨
- 주안 라미레즈
- 토니 피츠패트릭
- 탭 베이커
- 돈 제임스
- 폴 액스타인
- 크리스찬 페이턴
- 짐 솔투어로스
- 마크 밴
- 체리다 베스트
- 레오나드 로버츠
- 존 M. 왓슨 시니어
- 에릭 킬패트릭
- 루이스 프라이스
- 토니 리치
- 킴 애덤스
- 프레드 넬슨
- 윌 길 주니어
- 제임스 레이시
- 샤론 페롤-영
- 마그다 리베라
- 토머스 F. 에반스
- 조셉 루이스 카발레로

## 기타
- 공동제작: 크리스 브랜카토
- 공동제작: 폴 액스타인
- 라인프로듀서: 비키 윌리엄스
- 협력프로듀서: 론 스택커 톰슨
- 미술: 찰스 C. 베넷
- 세트: 마리아 네이
- 의상: 리처드 브루노
- 배역: 아만다 맥키 존슨
- 배역: 캐시 샌드리치